# 弗朗西斯科·希梅内斯·德·西斯内罗斯
弗朗西斯科·希梅内斯·德·西斯内罗斯（西班牙語：Francisco Jiménez de Cisneros；1436年—1517年）是文艺复兴时期欧洲神学家，通稱希梅内斯（西班牙語：Jiménez）主教。卡斯提亞女王伊莎贝拉一世的忏悔神父。他在1495年勉强接受了西班牙首相兼托雷多總主教的任命，但依然过着俭朴的生活（即使1507年升為樞機後仍如故往）。他还担任了卡斯蒂利亚和莱昂（西班牙）的宗教法庭及宗教裁判所的大裁判长，並協助在收復失地運動中討伐摩爾人（含北非的摩爾人）。
他在伊莎贝拉一世和斐迪南二世的天主教雙王統治任內，進行了宏大振奮的天主教改革，波瀾壯闊地振奮了國家的精神生活，對西班牙的黃金世紀（1500年－1700年）起到無與倫比的偉大作用。他的改革靈感起於基督教人文主义，藉由與君主的密切合作，強制推行聖方濟會修士的嚴格行為準則，並廢除教區教士之間到處可見的陋習，大大提升了西班牙教士的紀律和自我激勵精神；又和君主一同遏制了貴族的跋扈，使王室與城鎮結盟，大大提升了西班牙的王權。他還資助了馬德里康普頓斯大學之成立；協助康普魯頓合參本聖經的多語言翻譯本大量印刷（1502年），對天主教的傳播與精確化起了重要作用。總歸一句，他是天主教改革的第一號英雄，締造西班牙在16世紀成為天主教英雄和領導國的偉大功臣。現代史學家約翰·艾略特分析認為，正是國王斐迪南二世和希梅内斯主教制定的內外政策，使得16世紀初西班牙帝國能夠崛起並成為基督歐洲的第一強權。

## 生平經歷

### 苦行求道

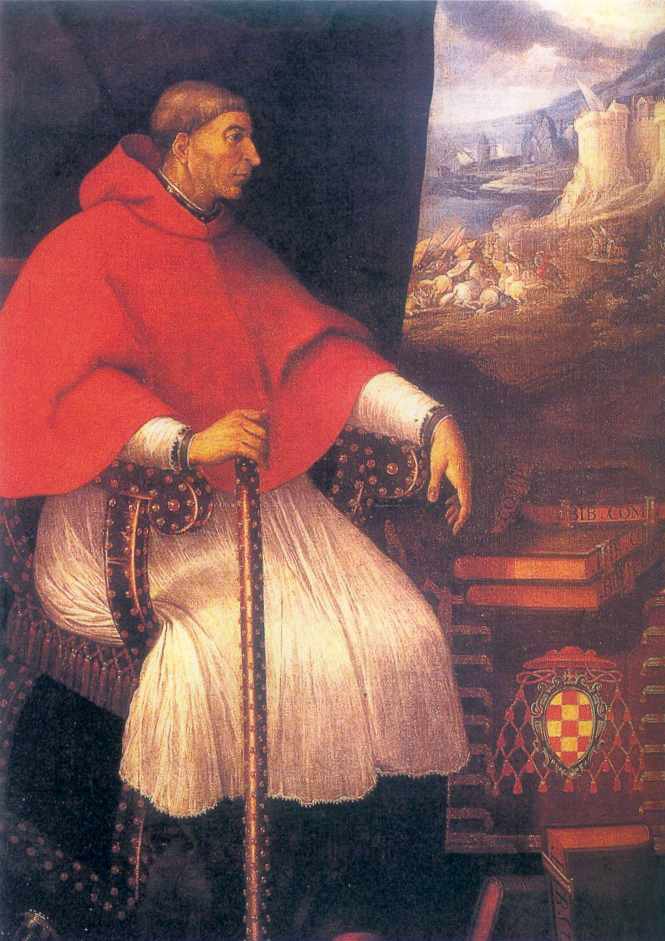
樞機兼西班牙首相的希梅内斯

1436年，希梅内斯出身於卡斯提爾托雷拉古纳一個貧困的貴族之家，他本名貢薩洛·希梅内斯·德·西斯内罗斯（西班牙語：Gonzalo Jiménez de Cisneros），父母來自瓦倫西亞的西斯內羅斯村，父親是阿方索·希梅内斯·德·西斯内罗斯（西班牙語：Alfonso Jiménez de Cisneros），母親是瑪麗亞·德·西斯內羅斯（西班牙語：Alfonso Jiménez de Cisneros）。希梅内斯少年時即獻身教會，先後在馬德里康普頓斯大學和萨拉曼卡大学就讀神學與法學，20歲以民族與宗教法學士畢業。他在1459年受神职后造訪罗马，受到虔誠教宗庇護二世的關注，直至1465年才回到卡斯提爾從事神職。
1482年他被冈萨雷斯·德·门多萨枢机任命为錫古恩薩主教座堂教區神父，獲得名譽與財富上的成功，但成功卻讓他不快樂，認為造成自己屬靈的虛空。於是在1484年48歲時，他放棄一切名位跟世俗財物，请辞教职并改变洗禮名稱為「弗朗西斯科」，進入西班牙修行最嚴苛的聖方濟會當修士，在附近小樹林裡蓋了一間簡陋的茅屋，不時過著與世隔絕的苦修生活。八年中，他為折騰自己的苦行感到愉快，種種砥礪精神的苦修包含：睡在地面或粗硬的地板上、經常絕食、鞭笞自己並只穿一件緊貼皮膚的舊衫。

### 銳意改革
這段時間，身為天主教托雷多總教區的貢·门多萨（兼任卡斯提爾首相）沒有遺忘他，在1492年向卡斯提爾女王伊莎贝拉一世推荐，於是虔誠的伊莎貝拉選上這位憔悴的修士當懺悔神父。希梅内斯回答說讓他能繼續住在修院並恪守聖方濟戒律，才接受了此職。這項任命讓他成為聖方濟會省區的領袖，該會在他主導之下，也達成嚴格而成功的改革。

1495年门多萨死后，女王提名他继任首相兼托莱多总教区總主教，托雷多是卡斯提爾首都，也是西班牙最富裕、最有權力的大教區。起初他拒絕接受並立刻逃出王宮，認為自己已快花甲之齡的60歲，只希望作一個虔誠的僧侶終老人世；但經過6個月的長期抗拒之後，他終於因為教宗的敕書——命令他接受此職而屈服。從此他身為西班牙總主教兼王室議會的首領（實質首相），開始改革並着手整顿西班牙天主教会，但仍維持著嚴苛的生活與規律守則。也就是說，即使他位高權重、收入驚人，他仍保持低慾望的簡單生活及粗布衣衫，完美地達成「以身作則」的改革典範。

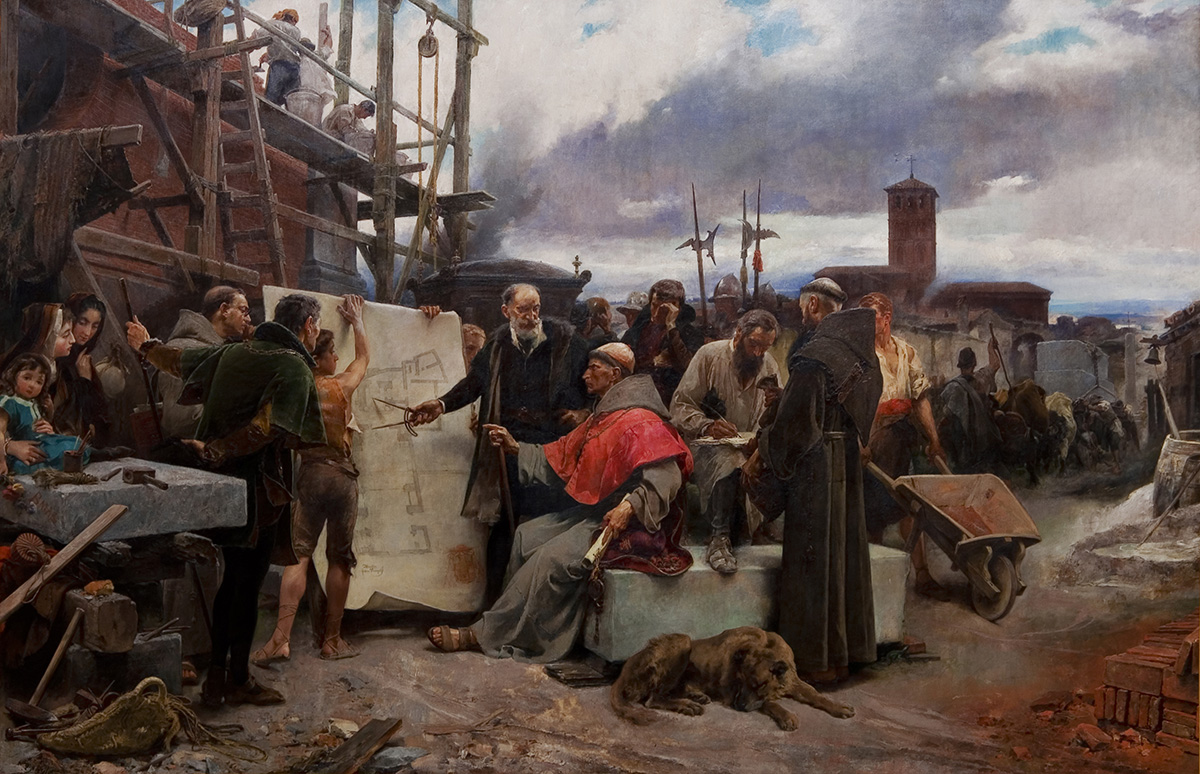
希梅内斯坐著參觀托莱多慈善醫院，此圖由一位19世紀末的西班牙畫家亚历杭德罗·费兰特-费希尔曼斯描繪

他的衣著後來出現變化，因為教宗要求他穿上符合總主教身分的華服繡衣，但他仍在華袍下內搭一件粗糙的方濟會長服，並仍貼身穿著舊衫未改。憑著這樣的刻苦精神，他強制將儉樸作風推展到各級修院和教區；先后在1497年的阿尔卡拉会议和1498年的塔拉韦拉会议上颁布教令，严禁神职人员结婚和包養情婦；要求神职人员獨身禁慾、常住在教区，並且经常做告解；每星期日向信徒宣讲福音。改革遭到高級教士強烈的抵抗，甚至有四百位教士帶著他們的「妻子」（情婦）移居非洲並皈依伊斯蘭教，但這些反抗都在女王的強力支持及搭配宗教裁判所而失敗了，西班牙天主教會在雷厲風行地整頓後，成為歐洲最聖潔、最貼近基督的屬靈國度。為了達到收復失地運動的最終勝利，他强迫格拉纳达地区的摩尔人改信天主教，並在當地於1499年展開西班牙宗教法庭的審理。由此而激起了1499年－1500年间的摩尔人叛乱；叛亂鎮壓之後，大多數的摩爾人受洗為天主教徒。這些摩爾人基督徒很多只是表面上的天主教徒，私下繼續堅持自己的信仰，終在1609年菲利普三世下旨驅逐在西班牙的穆斯林，結束了這一問題。

### 王國摄政

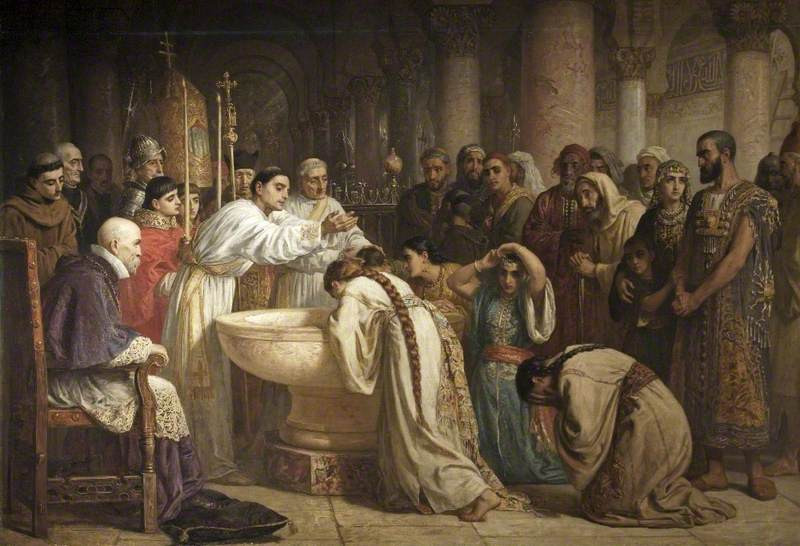
《1500年希梅内斯主教歸化摩爾人為天主教徒》，19世紀英國畫家艾德溫·隆繪製

1504年11月26日伊莎贝拉死后，希梅内斯力主讓女王的丈夫——阿拉贡的斐迪南二世继位，而反对费迪南的女婿尼德兰的美男子腓力一世。後來因卡斯蒂爾貴族畏懼斐迪南的威力，拒絕了這個安排，使腓力獲得了卡斯蒂尔国王称号，與岳父斐迪南的內戰一觸即發。之後希梅内斯又积极参与调解王位纠纷，最后在1506年腓力死后促成了《維拉菲拉协议》。他領頭成立了一个王權為尊的执政政府，承認尚在那不勒斯的费迪南為卡斯提爾的攝政，能夠行使统治权，並阻止了一群卡斯提爾貴族意圖架空王權的陰謀。這些貢獻和治國成就讓斐迪南國王銘記於心，於是感激地給予各種回報：如1507年在斐迪南的要求下，他被教宗尤利乌斯二世任命为宗教法庭大法官，同时获得樞機頭銜。
希梅内斯认为，宗教法庭法官应该严守法规，但必须要扩大最高宗教法庭的权力，使之能够管辖各地的宗教法庭。他在1509年率探险队赴非洲，为西班牙夺得非洲的奥伦。當他回到西班牙，希望斐迪南支持他進一步征服北非的穆斯林以達成十字軍之理想時，斐迪南拒絕了他的構想，因為投入義大利戰爭的斐迪南對義大利的財富和權力更有興趣。

### 最後歲月
1516年1月28日费迪南死后，他再次出任卡斯蒂利亚摄政，直到1517年费迪南的外孙查理（即後來的西班牙國王卡洛斯一世和神圣罗马帝国皇帝查理五世）继位。儘管希梅内斯立即堅定地控制了政府，並以堅定甚至獨裁的方式進行統治，但不安的卡斯蒂利亞貴族和對查理嫉恨佛拉芒人使希梅内斯的處境異常困難。希梅内斯同意了查爾斯被宣佈為國王的願望。他確保了查理的弟弟斐迪南一世的安全、確定了馬德里法院的席位、並通過對城鎮居民進行演練建立起了一支常備軍。在攝政期間，他處理了西班牙對納瓦拉的征服。他下令拆除納瓦拉的大部分要塞（例如方濟·沙勿略家族的住所沙勿略城堡），目的是消滅任何抵抗精神，並預防未來對西班牙佔領的叛亂。1517年9月，查理在拉雷多（今坎塔布里亞）登陸，希梅内斯趕去見他。然而在途中希梅内斯卻生病了。1517年11月8日，在他如此衰弱的同時，收到了查理的來信，後者冷冷地感謝他的服務，並給予他退居教區的休假。國王解僱信到達的幾個小時後，希梅内斯樞機於在羅阿去世，終年81歲。

## 藝術形象

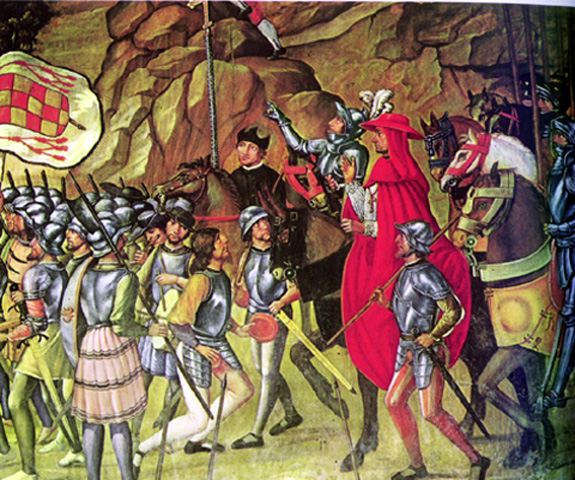
胡安·德·博古納所作的關於征服奧蘭的壁畫，希梅內斯樞機為圖中著紅衣者

希梅內斯樞機的的第一幅肖像畫出現在壁畫中，由胡安·德·博古納創作，此壁畫記載了奧蘭戰役的經過，此時希梅內斯樞機尚活著。希梅內斯去世後不久，勃艮第雕刻家費利佩·比加尼（Felipe Bigarny）為他創作了雪花石膏浮雕。希梅內斯的雕塑此後在西班牙大小城鎮中出現。
1508年，在阿爾卡拉大學開學第一年之際，希梅內斯和其他傳奇人物一起被刻入了該校的紀念銘牌：
F. F. X. CARLIS. HISP. ARCHI. TOL. COMPL. ACADEMIA FVNDATOR

西譯：Fray Francisco Ximénez, Cardenal de España, Arzobispo de Toledo, Fundador de la Academia Complutense
漢譯：弗朗西斯科·希梅內斯，西班牙樞機主教，托雷多大主教，康普頓斯學院的創始人
1936年7月，埃納雷斯堡主教坐堂大火，在此建築物中出現了一幅畫板，除了展示聖尤金（Saint Eugene）和聖伊爾德豐索·德·托雷多（西班牙語：Saint Ildefonso de Toledo）外，在他們的下面是一枚帶有希梅内斯樞機像的彩色紀念章，上面寫著：
 HORVM SANCTORVM VESTIGIA EST SECVTVS CARLIS D F FRANCISCVS XIMENEZ 

西譯：El Cardenal D. Fray Francisco Ximénez siguió las huellas de estos santos
漢譯：樞機主教弗朗西斯科·希梅內斯緊緊追隨這些聖徒的腳步

## 後世影響
希梅内斯樞機是一位大膽勇敢且意志堅強的政治家。即使以他那個對信仰嚴格要求的時代的來看，他都被視為嚴厲、狂熱和不妥協的代表，他對自己太有信心，以至於有時顯得專橫霸道，他堅持自己認為做對的事情，很少在意是否會帶來他人（或自己）的不便。他是一個永不腐敗的偉大聖者，在他的教區建立了許多慈善機構照顧下層教徒。他為國家和宗教奉獻一生、照亮他人；而唯一的娛樂是沉浸在神學或學術討論中。
他協助康普魯頓合參本聖經的多語言翻譯本大量印刷（1502年開始），新約部分在1514年譯成、全書在1517年4月譯完，獻給了教宗良十世，此書對天主教的傳播與精確化起了重要作用。
阿尔卡拉大学成立于1500年，并于1508年招生，大约有7000名学生在此学习。该大学起初完全由希梅内斯樞機资助。西班牙的所有宗教集团，除了本笃会和哲羅姆会（西班牙語：Orden de San Jerónimo）都和它建立了联系。此大学在1836年移至马德里，改称馬德里康普頓斯大學（“康普頓斯”（Complutense）意为“来自阿尔卡拉”，因为后者的拉丁语名为康普魯頓，即Complutum），后在1977年复校。
1884年，西班牙殖民者为了纪念希梅內斯，就将北非的一处地区命名为西斯內羅斯城，此地即今日西撒哈拉的达赫拉地区。

希梅内斯樞機的牧徽
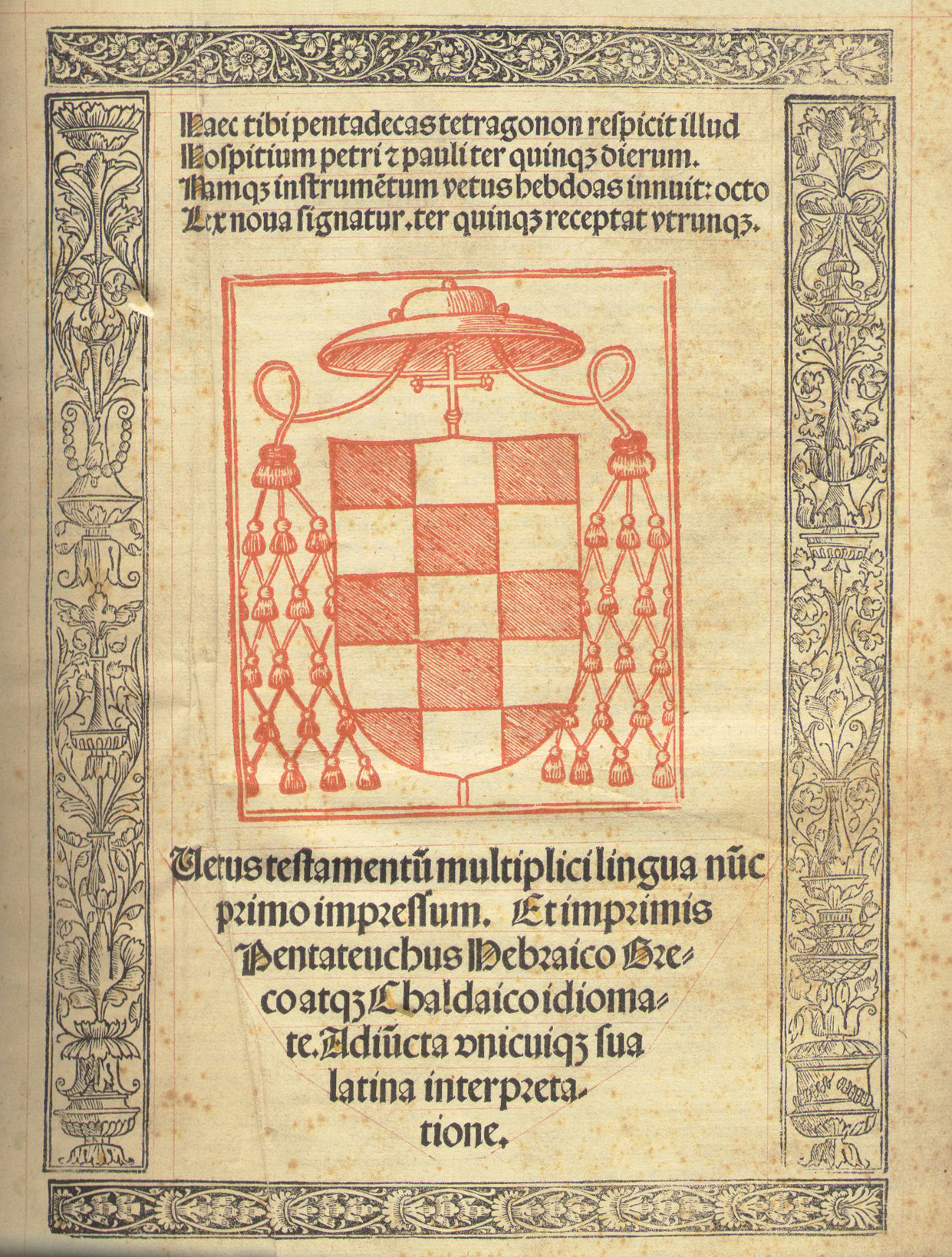
《康普魯頓合參本聖經》初版
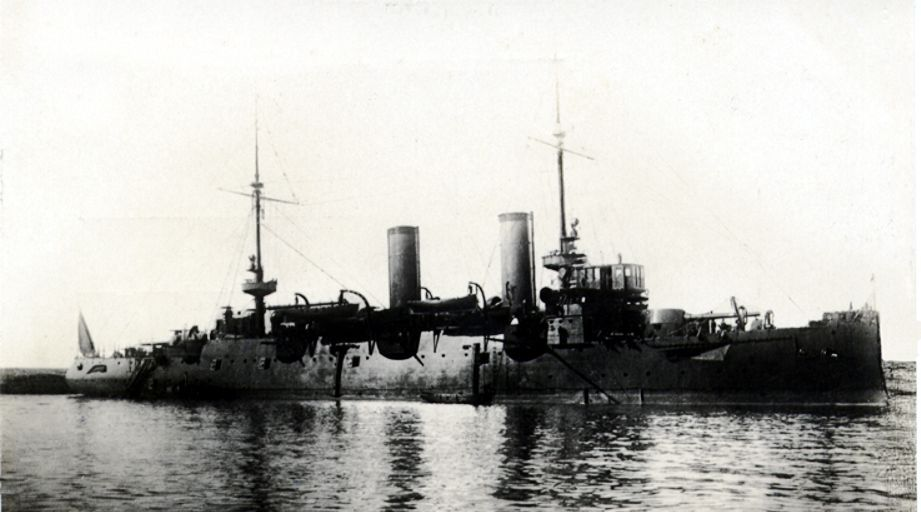
西班牙海軍阿斯圖里亞斯級巡洋艦希梅內斯樞機號
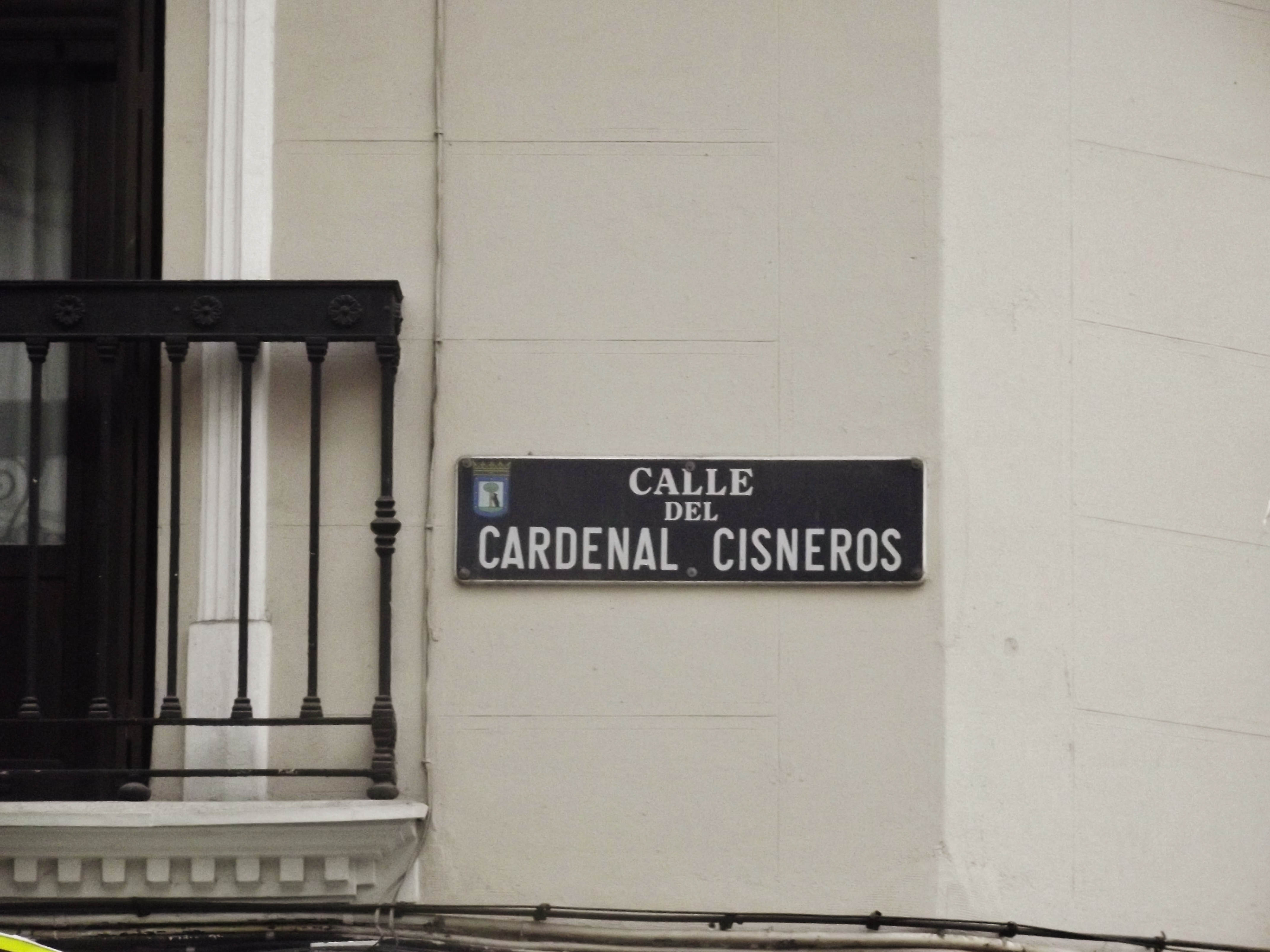
馬德里的希梅內斯樞機大街
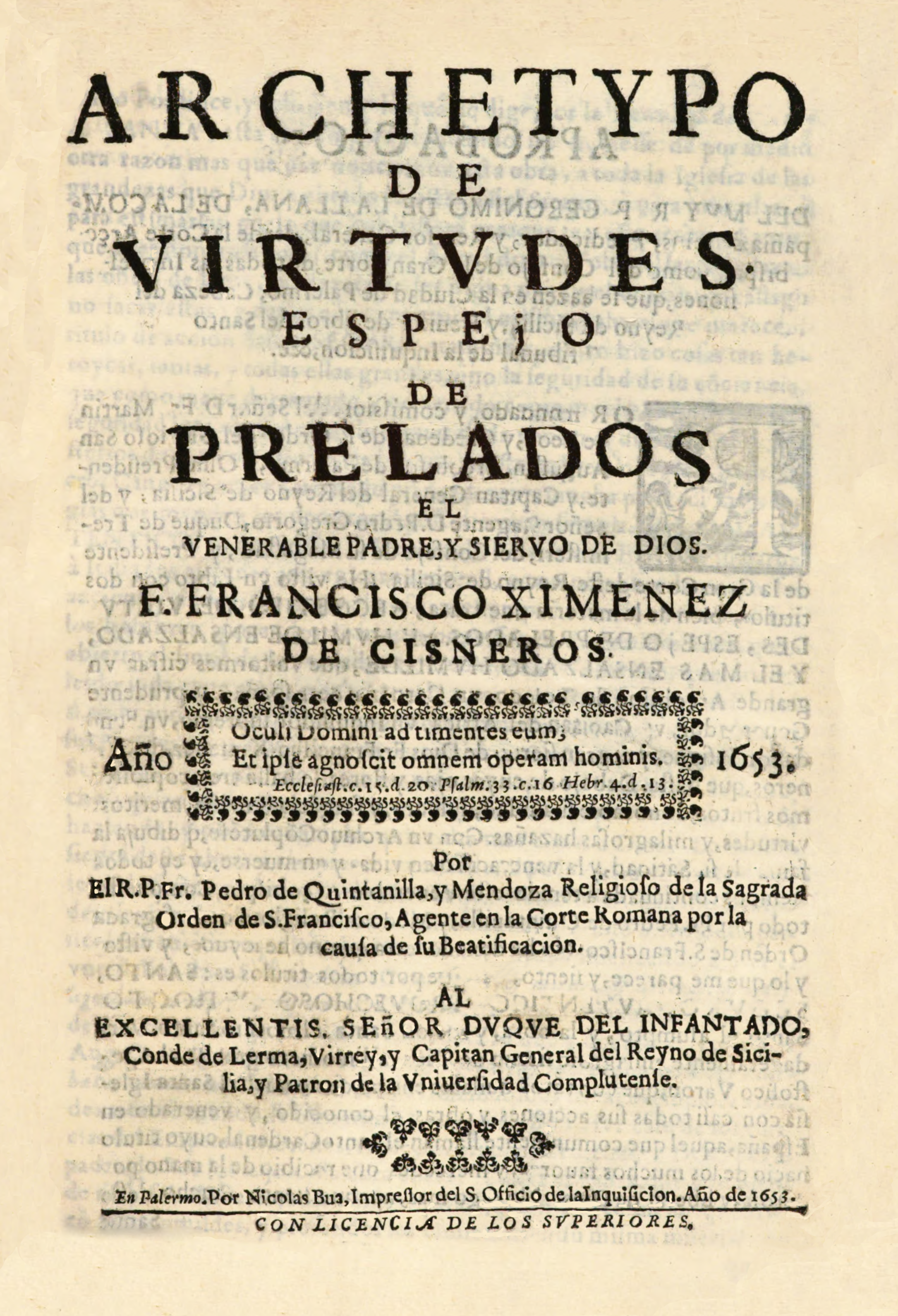
《道德原性》，希梅内斯所著，1653年Pedro de Quintanilla y Mendoza版
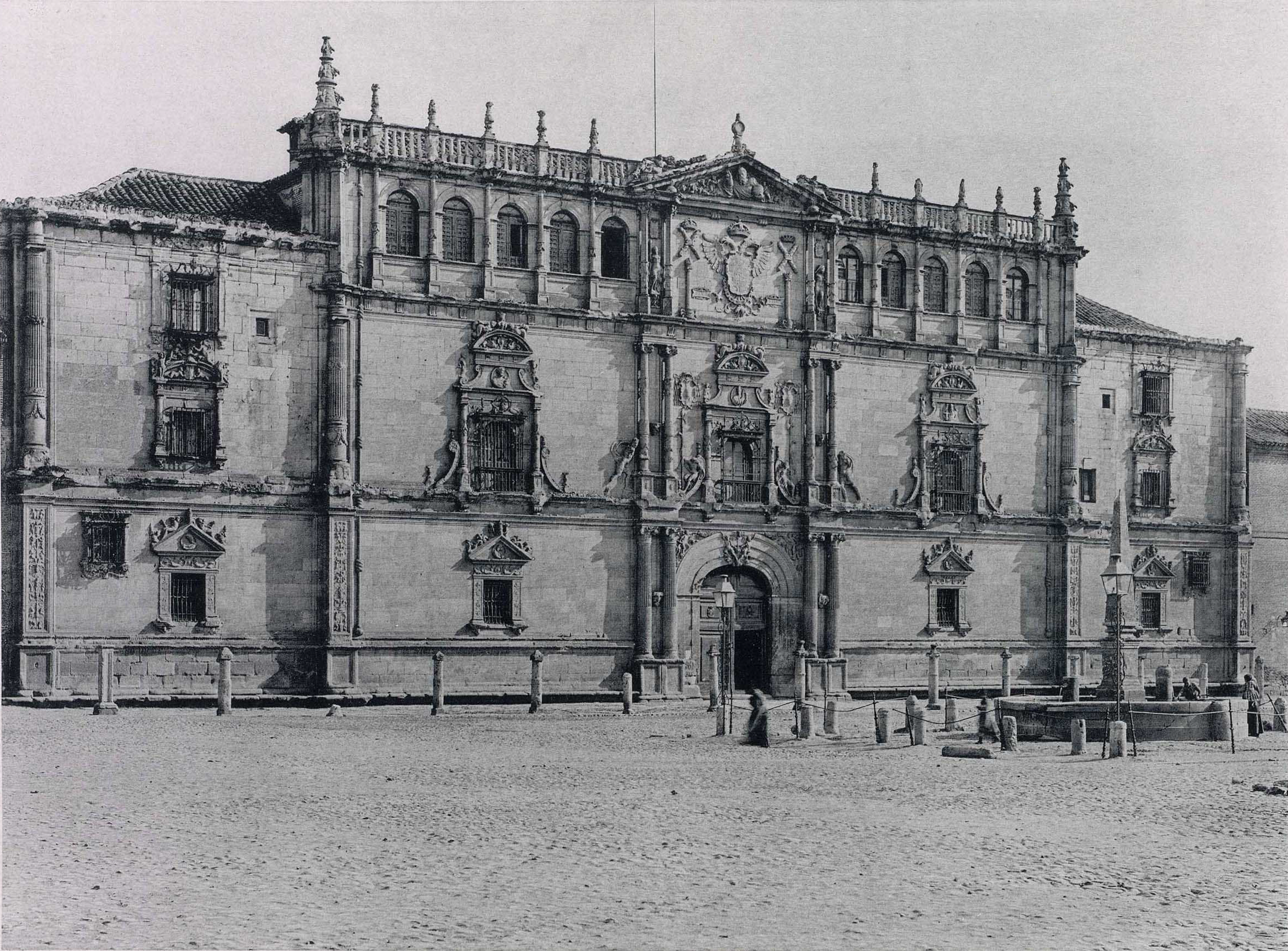
阿尔卡拉大学，也称康普頓斯大學
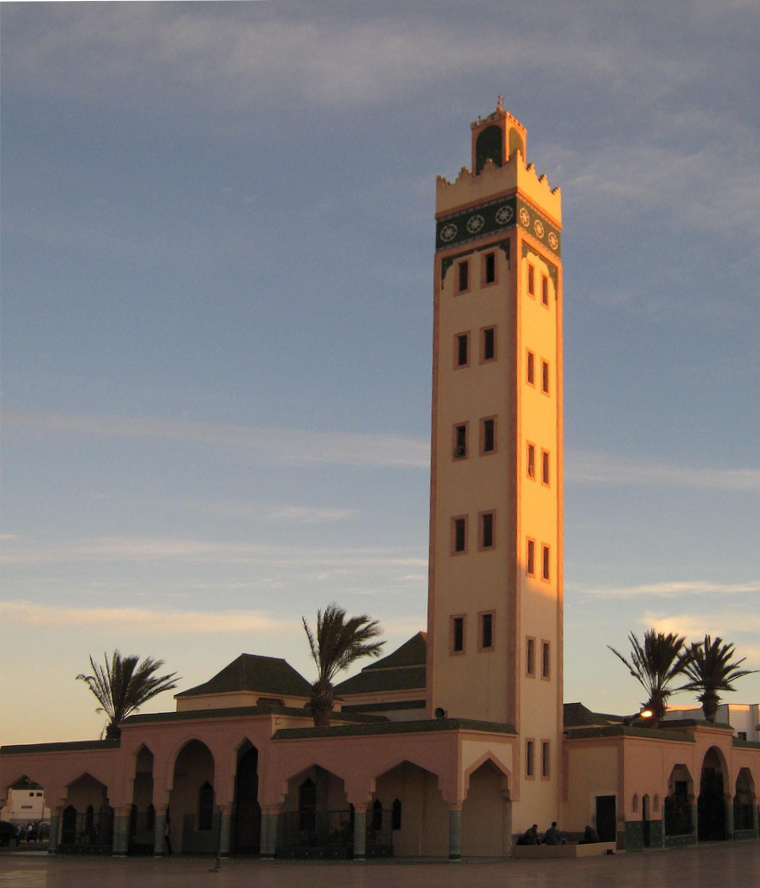
西斯內羅斯城
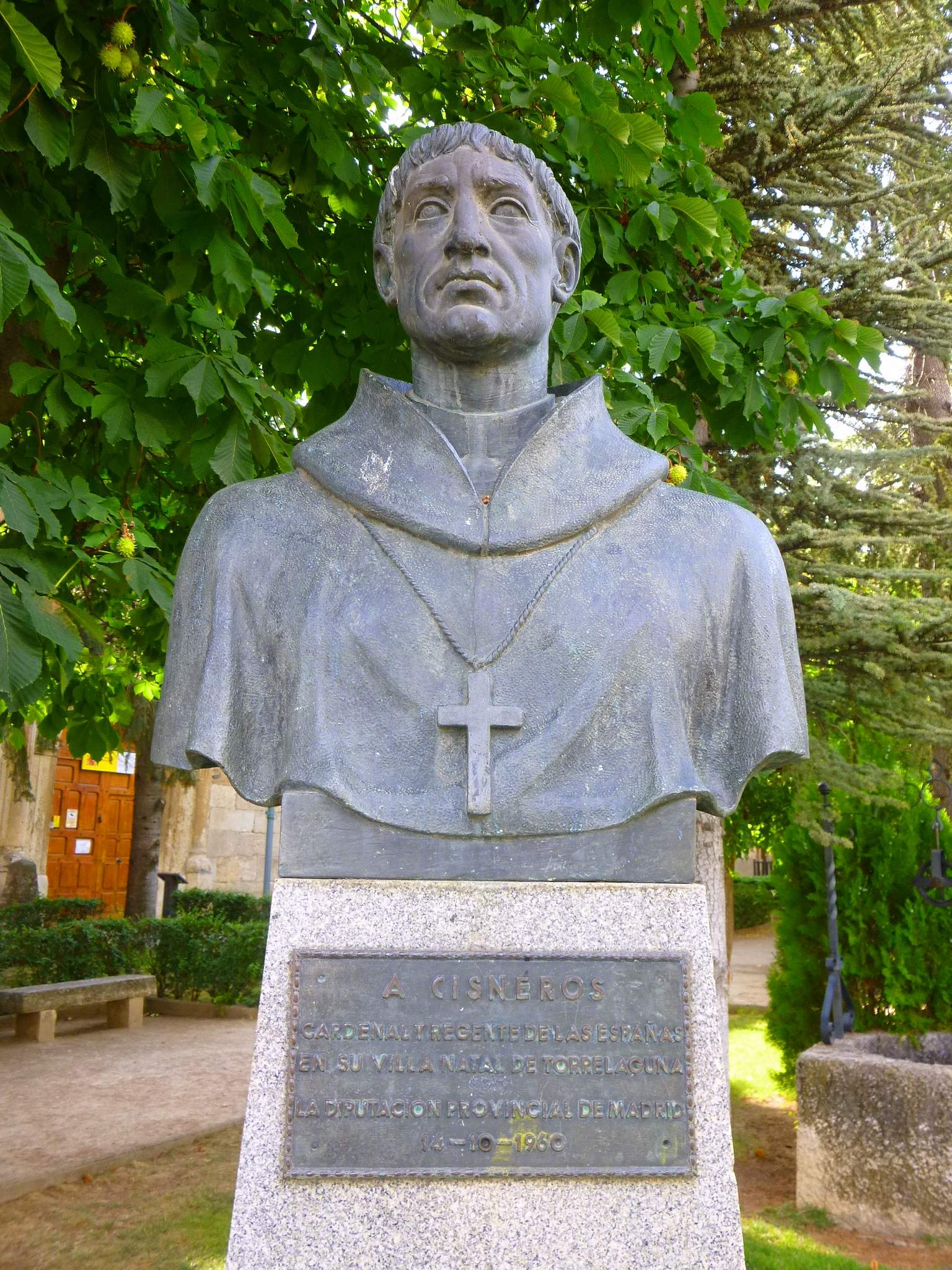
托雷拉古納的希梅內斯像
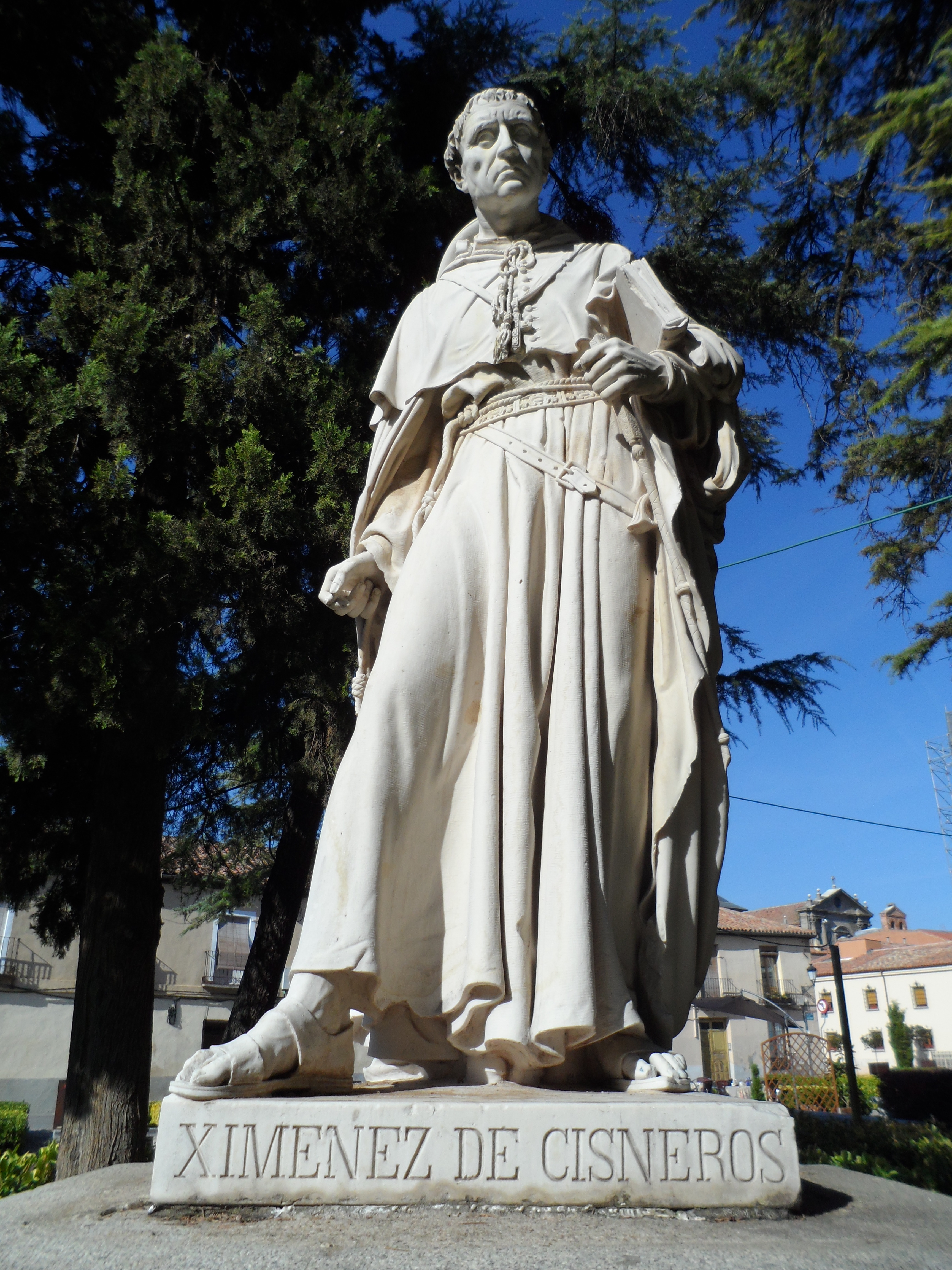
埃納雷斯堡的希梅內斯像
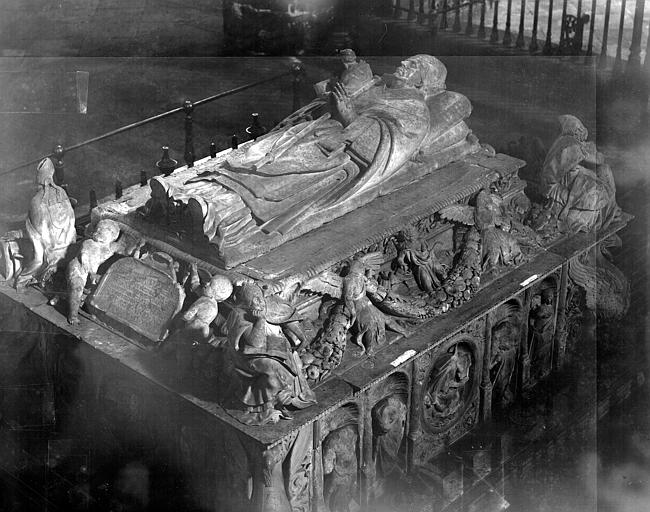
希梅内斯樞機的的墳墓